# Ambigarahalli, Krishnarajpet
Ambigarahalli là một làng thuộc tehsil Krishnarajpet, huyện Mandya, bang Karnataka, Ấn Độ.